# Grasgeflüster
Grasgeflüster ist eine britische Filmkomödie aus dem Jahr 2000.

## Handlung
Grace Trevethyn lebt ein auskömmliches Leben in ihrer Gemeinde in Cornwall. Sie hat ein 300 Jahre altes großes Anwesen, mit dem Schotten Matthew Stewart einen eigenen Gärtner, ist eine angesehene Orchideenzüchterin und wird von allen hoch angesehen. Unglücklicherweise hatte ihr Mann mit der Londonerin Honey Chambers eine Affäre. Der (durch als Unfall getarnten Selbstmord) verstorbene treulose Gatte hat ihr außer hohen Schulden nichts hinterlassen. Er hat sein Anwesen beliehen, um mit dem Geld seine Geschäfte zu finanzieren, aber die Geschäfte liefen schlecht. Nun hat Grace 300.000 Pfund Schulden, für die alleine die monatlichen Zinsen 2000 Pfund betragen. Die Schecks platzen, die Rechnungen stapeln sich und ihr Anwesen steht kurz vor der Zwangsversteigerung. Grace ist verzweifelt und ignoriert alles, was auf sie zukommt.
Matthew verliert dementsprechend seinen Job als Gärtner. Er ist ein lebensfroher, leicht verrückter, häufig kiffender Lohnarbeiter, der mit der Fischerin Nicky zusammenlebt. Sein Traum ist, großes Geld mit dem Verkauf von Hanf zu verdienen. Nur gedeihen seine Pflanzen mehr schlecht als recht. Da er Grace für die beste Gärtnerin der Welt hält, bittet er sie, sich um sie zu kümmern. Grace erkennt sofort, worum es sich handelt, und Matthew erklärt, wie viel die Pflanzen wert sind. Da sie diese innerhalb von wenigen Wochen alle zum Blühen bringen und ihre Geldprobleme beseitigen könnte, beschließt sie, gemeinsam mit Matthew den Hanf im Geheimen in ihrem Gewächshäuschen anzubauen. Nach einer Weile fragt sie Matthew, ob sie es nicht mal selbst rauchen könne, worauf beide, entfernt von ihrem Dorf, ans Meer gehen und kiffen.
Nachdem die Pflanzen reif sind und Grace etwa 20 kg Marihuana geerntet hat, stellt sich nur noch die Frage, wie man es an wen verkaufen könne. Da Grace im Radio erfährt, dass zwei Männer und eine Frau auf deren Familienfarm von der Polizei mit Stoff im Wert von einer halben Million Pfund gefasst und zu 15 Jahren Gefängnis verurteilt wurden, und sie selbst von Nicky erfährt, dass diese schwanger ist, beschließt sie, ohne Matthew nach London zu fahren, um ihr Marihuana zu verkaufen. Nickys Baby soll schließlich nicht ohne Vater aufwachsen. Aber Matthew ist verärgert, denn er hat Beziehungsprobleme mit Nicky, weil sie ihn als zu kindisch und verantwortungslos empfindet, und er fühlt sich von Grace überrumpelt. Sie wisse doch gar nicht, wie man auf der Straße verkauft und dabei nicht auffällt. Damit hat er recht. Grace kann absolut kein Marihuana auf Londons Straßen verkaufen. Sie versucht es darauf in einem anrüchigen Pub, bekommt Ärger weil sie die Leute behelligt und wird festgenommen, sie kann zum Glück die Marihuana-Kostprobe vorher in ihrem Hut verstecken. Die ehemalige Geliebte ihres verstorbenen Mannes, Honey Chambers, holt sie von der Polizei ab und vermittelt ihr ihren Drogendealer Vince. Doch da die Qualität ihres Stoffes zu gut und die Menge viel zu groß ist, wird sie von ihm an den französischen Dealer Jacques Chevalier weiter vermittelt.
Dieser ist gebildet und gibt sich nur als knallharten, verbrecherischen Drogendealer. Trotz Schwierigkeiten kommt es zu einem guten Deal. Jacques verguckt sich in Grace und lässt sie ohne ihr Wissen von seinem Handlanger und Vince zurück in ihre Ortschaft verfolgen, um sie zu beschützen, was sie fälschlicherweise jedoch als Angriff und Vertrauensbruch wahrnimmt. Sie folgen Grace und Matthew zu Graces Anwesen, wo es zum Chaos kommt: Nicht nur wartet mit Quentin Rhodes ein Vertreter der Bank auf sie, auch die feine Damengesellschaft und die Polizei stehen kurz davor, ihre kriminellen Machenschaften zu entdecken. Schnell verbrennt sie all den aufgetürmten Hanf, um die Beweismittel zu vernichten und alle Anwesenden inhalieren den Marihuanarauch, sodass sie high werden. Die Zeugen können sich später bei der Vernehmung an nichts mehr erinnern und die Einwohner halten ihr zuliebe dicht und entlasten sie mit Notlügen. Graces Geldprobleme kann sie schließlich mit einem Bestseller namens The Joint Venture lösen. Sie hat die ganze Geschichte leicht abgewandelt niedergeschrieben und wird dafür mit dem New Year Book Award ausgezeichnet. Ihr zweiter Ehemann Jacques Chevalier steht ihr liebevoll zur Seite und verteidigt ihre Geschichte nach außen hin als reine Fiktion ihrer blühenden Fantasie.

## Kritiken
A. O. Scott von der New York Times meinte, dass die aus „milden Komplikationen“ bestehende Handlung und die „sanfte, verrückte Stimmung“ weniger auf ihrem Humor basiert als vielmehr auf Darstellern wie Craig Ferguson, „dem komischsten Schotten der Welt“ und dem „sehr amüsanten Martin Clunes.“
Für den renommierten Filmkritiker Roger Ebert machte „der Aufbau des Films Spaß“. Ihm gefiel vor allen Dingen das Dorf, „aus dem man nie wieder weg möchte“. Allerdings „zerfalle das Ende des Films in einer Farce, die mehr oder weniger Routine ist“. Der Film habe „eine vielversprechende Idee“, die allerdings nie voll zum Tragen komme.
Der Film habe „alle formelhaften Elemente, nämlich einen isolierten Schauplatz, herrliche Darstellungen, schrullige Figuren, eine Ehe aus Humor und Drama und ein publikumsfreundliches Ende“, um ein großer Hit zu werden, meinte der renommierte Filmkritiker James Berardinelli. Der Humor sei „sanft und harmlos“, es gebe keine wirklich ekelhaften Szenen, und mangels schlagkräftiger Überraschungen würde man beim Film „eher kichern als lauthals lachen“. Außerdem schätzte er neben dem guten Spiel Blethyns die „verrückten Nebenfiguren“ und die politisch unkorrekte Haltung.
Das Lexikon des internationalen Films meinte: „Ein charmanter kleiner Film um schrullige Dorfbewohner und fantasiereiche Geldbeschaffung. Trotz einiger schöner Ideen verharrt er freilich weitgehend im Rahmen üblicher englischer Kleinstadt- und Arbeitslosenkomödien.“
Die Redaktion von epd Film meinte: „Abgesehen von einem Ende, das um einen Preis für den ‚dämlichsten Schluss‘ aller Zeit konkurrieren könnte, funktioniert die Komödie. Der Humor speist sich aus Gegensätzen: zwischen Stadt und Land, bürgerlichem Milieu und Unterwelt.“

## Hintergrund
Der Film hatte seine Weltpremiere am 14. Januar 2000 auf dem Sundance Film Festival. Im Kino startete er am 19. Mai in Großbritannien und Irland, wobei er etwas mehr als 3 Mio. Pfund einspielte. Insgesamt spielte der Film bei Produktionskosten von 10 Mio. US-Dollar weltweit etwas mehr als 26 Mio. US-Dollar ein. In Deutschland startete der Film am 17. August 2000 und wurde von 769.599 Zuschauern gesehen. Seit dem 10. Mai 2001 ist der Film als DVD und seit dem 29. Januar 2010 als Blu-ray Disc erhältlich.
Gedreht wurde der Film in London sowie in den beiden Dörfern Boscastle und Port Isaac in Cornwall.
Mit Doc Martin und Doc Martin and the Legend of the Cloutie wurden zwei Fernsehfilme als Prequels zu Grasgeflüster konzipiert. Zudem wurde die Figur des Dr. Martin Bamford zum Ausgangspunkt für die die britische Fernsehserie Doc Martin, die von Dominic Minghella konzipiert wurde. Die deutsche Fernsehserie Doktor Martin stellt ein Remake der britischen Serie unter ostfriesischen (anstelle von cornishen) Bedingungen dar.

## Soundtrack
1. „Introduction“ (Mark Russell) – 1:02
2. „Grace’s Theme“ (Mark Russell) – 2:42
3. „Take a Picture“ (Filter) – 5:55
4. „Make Me Smile (Come Up and See Me)“ (Steve Harley & Cockney Rebel) – 4:07
5. „Spirit in the Sky“ (Norman Greenbaum) – 3:56
6. „Will You Give Me One?“ (Filmdialog) – 1:12
7. „Sunshine at Last“ (Koot) – 4:31
8. „Grace in Notting Hill“ (Mark Russell) – 2:57
9. „Human (Tin Tin Out Mix)“ (The Pretenders) – 3:52
10. „Drugden“ (Mark Russell) – 2:46
11. „Might as Well Go Home“ (Plenty) – 3:17
12. „Would You Like Some Cornflakes?“ (Filmdialog) – 0:22
13. „Wise Up (Car Port Mix)“ (AFT) – 3:12
14. „New B323“ (film dialogue) – 0:41
15. „Cornwall Chase“ (Mark Russell) – 3:01
16. „Accidental Angel“ (Sherena Dugani) – 3:57
17. „Witchcraft“ (Robert Palmer) – 3:17
18. „All Things Bright and Beautiful“ (Mark Russell) – 2:51

## Auszeichnungen
Golden Globe Awards 2001
- Beste Hauptdarstellerin – Komödie oder Musical: Nominierung für Brenda Blethyn

Satellite Awards 2000
- Beste Hauptdarstellerin – Komödie/Musical: Nominierung für Brenda Blethyn

London Critics’ Circle Film Award
- Beste Hauptdarstellerin: Nominierung für Brenda Blethyn

British Academy Film Award 2000
- Carl Foreman Award for the Most Promising Newcomer: Nominierung für Mark Crowdy

British Independent Film Awards 2000
- Nominierung als Bester britischer Independentfilm
- Beste Schauspielerin: Nominierung für Brenda Blethyn
- Beste Regie: Nominierung für Nigel Cole
- Bestes Drehbuch: Nominierung für Craig Ferguson und Mark Crowdey

Sundance Film Festival 2000
- Publikumspreis – Bester ausländischer Spielfilm

Deutscher Preis für Synchron 2000
- Herausragende weibliche Synchronarbeit: Regine Albrecht als Stimme von Brenda Blethyn

Die Deutsche Film- und Medienbewertung FBW in Wiesbaden verlieh dem Film das Prädikat wertvoll.